# ジャパンラグビートップイーストリーグ2023春季交流戦トーナメント
ジャパンラグビートップイーストリーグ2023春季交流戦トーナメントは、2023年5月14日から6月24日まで開催されたトップイーストリーグ春季交流戦トーナメントである。

## 概要
トップウェストA所属の中部電力が参加した。トップイーストB1位の丸和運輸機関、トップイーストC2位の大塚刷毛は不出場。

## 方式
- シード権のあるトーナメント（勝ち抜き戦）。
- 1回戦からは、トップイーストC全チーム、トップイーストBの4位・5位が参加。2回戦からは、トップイーストBの2位と3位、トップイーストAの5位、トップウェストAが参加。準々決勝は、トップイーストAの1位～4位が参加[2]。
- 3位決定戦も実施。

## 出場チーム
17チーム

### トップイーストA
- 東京ガス
- ヤクルトレビンズ
- 横河武蔵野アトラスターズ
- セコムラガッツ
- 秋田ノーザンブレッツラグビーフットボールクラブ

### トップイーストB[注釈 1]
- 明治安田生命ホーリーズ
- 日立製作所Sun Nexus
- 富士フイルムビジネスイノベーショングリーンエルクス
- クリーンファイターズ山梨

### トップイーストC[注釈 2]
- LION FANGS
- 日本航空JAL WINGS
- ワセダクラブTOP RUSHERS
- サントリーフーズサンデルフィス
- あいおいニッセイ同和損保タフウルズ
- 自衛隊合同チーム[3]
- BIG BLUES八千代ベイ東京

### トップウェストA
- 中部電力

## 試合日程
斜字は勝者

### 1回戦
| 5月14日 13:00 | 富士フイルムビジネスイノベーショングリーンエルクス （Bグループ） | 45-7 | サントリーフーズサンデルフィス （Cグループ） | 富士フイルムグラウンド, 神奈川県海老名市 |
| 5月14日 13:00 |                                                                  |      |                                              | 富士フイルムグラウンド, 神奈川県海老名市 |

| 5月14日 13:00 | LION FANGS （Cグループ） | 42-26 | 自衛隊合同チーム （Cグループ） | ライオングラウンド, 千葉県市原市 |
| 5月14日 13:00 |                          |       |                                | ライオングラウンド, 千葉県市原市 |

| 5月14日 14:00 | 日立製作所Sun Nexus （Bグループ） | 71-0 | 日本航空JAL WINGS （Cグループ） | Jヴィレッジスタジアム, 福島県双葉郡広野町 |
| 5月14日 14:00 |                                   |      |                                 | Jヴィレッジスタジアム, 福島県双葉郡広野町 |

| 5月14日 13:00 | クリーンファイターズ山梨 （Bグループ） | 26-9 | BIG BLUES八千代ベイ東京 （Cグループ） | 御勅使南公園ラグビー場, 山梨県南アルプス市 |
| 5月14日 13:00 |                                        |      |                                       | 御勅使南公園ラグビー場, 山梨県南アルプス市 |

| 5月14日 17:00 | ワセダクラブTOP RUSHERS （Cグループ） | 19-24 | あいおいニッセイ同和損保タフウルズ （Cグループ） | 上井草グラウンド, 東京都杉並区 |
| 5月14日 17:00 |                                       |       |                                                  | 上井草グラウンド, 東京都杉並区 |

### 2回戦
| 5月21日 12:00 | 秋田ノーザンブレッツラグビーフットボールクラブ （Aグループ） | 52-19 | 富士フイルムビジネスイノベーショングリーンエルクス （Bグループ） | 秋田スポーツPLUS・ASPスタジアム, 秋田県秋田市 |
| 5月21日 12:00 |                                                              |       |                                                                  | 秋田スポーツPLUS・ASPスタジアム, 秋田県秋田市 |

| 5月21日 14:00 | 中部電力 （トップウェストA） | 66-10 | LION FANGS （Cグループ） | ライオングラウンド, 千葉県市原市 |
| 5月21日 14:00 |                              |       |                          | ライオングラウンド, 千葉県市原市 |

| 5月21日 12:00 | 日立製作所Sun Nexus （Aグループ） | 64-0 | クリーンファイターズ山梨 （Bグループ） | 水戸ツインフィールド, 茨城県水戸市 |
| 5月21日 12:00 |                                   |      |                                        | 水戸ツインフィールド, 茨城県水戸市 |

| 5月21日 13:00 | 明治安田生命ホーリーズ （Bグループ） | 38-5 | あいおいニッセイ同和損保タフウルズ （Cグループ） | 明治安田生命グリーンランド, 東京都八王子市 |
| 5月21日 13:00 |                                      |      |                                                  | 明治安田生命グリーンランド, 東京都八王子市 |

### 準々決勝
- ヤクルトレビンズ対明治安田生命ホーリーズはヤクルトレビンズの不戦勝。
- セコムラガッツ対中部電力は台風による中止で規定によりセコムラガッツの不戦勝。

| 6月3日 13:00 | 東京ガス （Aグループ） | 22-21 | 秋田ノーザンブレッツラグビーフットボールクラブ （Aグループ） | 東京ガス大森グラウンド, 東京都大田区 |
| 6月3日 13:00 |                        |       |                                                              | 東京ガス大森グラウンド, 東京都大田区 |

| 6月4日 13:00 | 横河武蔵野アトラスターズ （Aグループ） | 19-21 | 日立製作所Sun Nexus （Bグループ） | 横河武蔵野グラウンド, 東京都武蔵野市 |
| 6月4日 13:00 |                                        |       |                                   | 横河武蔵野グラウンド, 東京都武蔵野市 |

### 準決勝
| 6月10日 13:00 | 東京ガス （Aグループ） | 44-26 | セコムラガッツ （Aグループ） | 東京ガス大森グラウンド, 東京都大田区 |
| 6月10日 13:00 |                        |       |                              | 東京ガス大森グラウンド, 東京都大田区 |

| 6月10日 13:00 | ヤクルトレビンズ （Aグループ） | 34-39 | 日立製作所Sun Nexus （Bグループ） | ヤクルトグラウンド, 埼玉県戸田市 |
| 6月10日 13:00 |                                |       |                                   | ヤクルトグラウンド, 埼玉県戸田市 |

### 3位決定戦
| 6月24日 13:00 | ヤクルトレビンズ （Aグループ） | 35-40 | セコムラガッツ （Aグループ） | ヤクルトグラウンド, 埼玉県戸田市 |
| 6月24日 13:00 |                                |       |                              | ヤクルトグラウンド, 埼玉県戸田市 |

### 決勝
| 6月24日 13:00 | 東京ガス （Aグループ） | 34-26 | 日立製作所Sun Nexus （Bグループ） | 東京ガス大森グラウンド, 東京都大田区 |
| 6月24日 13:00 |                        |       |                                   | 東京ガス大森グラウンド, 東京都大田区 |

| トップイーストリーグ春季交流戦トーナメント 2023年度 優勝 |
| -------------------------------------------------------- |
| 東京ガス 初優勝                                          |